# Benjamin Georg Sporon
Benjamin Georg Sporon (født 3. juni 1741 i Køge, død 23. marts 1796 på Koldinghus) var lærer for kronprins Frederik (VI), amtmand og sproglig forfatter.

## Baggrund og uddannelse
Han var født i Køge, hvor hans fader, professor, magister Nicolai Sporon (1699-1777), var rektor; moderen var Elisabeth Kirstine f. Holmar (1713-1782). Efter 1756 at være blevet student i en alder af 15 år studerede han teologi og tog attestats 1763; fra 1760 lå han i flere år på Valkendorfs Kollegium, hvor han skrev nogle latinske disputatser, væsentlig af teologisk indhold. 1765 blev han decanus på Kommunitetet og levede for øvrigt af at undervise, i det han samtidig ivrig drev sproglige og æstetiske studier. 1768-69 udgav han sine Breve i Anledning af nyudkomne Skrifter, væsentlig tilskyndet af misfornøjelse med Jacob Badens månedlige recensioner i Adressekontorets Efterretninger, en rivalitet, der gav anledning til et bekendtskab mellem begge recensenter, der senere blev til et venskab for livet; Sporon skrev senere af og til i Badens kritiske journal. Tid efter anden deltog Sporon også på andre måder i den litterære debat (oftest under pseudonymet "Philokalus"), fx om Universitetet. Endvidere skrev han salmer, af hvilke flere optoges i Guldbergs Salmebog 1778, og en ("Paa sit Kors i Dødens Smerte") kom med i salmebogen så sent som i 1900 og er stadig med i salmebogen.

## Den guldbergske periode
Sporon er utvivlsomt på et tidligt tidspunkt blevet bekendt med Høegh-Guldberg, hvem hans åndsretning og hele dannelse måtte tiltale, og på hans anbefaling blev han 1771 ansat som hovmester for dronning Juliane Maries og arveprins Frederiks pager, fra hvilken stilling han 1773, også ved Guldbergs indflydelse, rykkede op til den ulige mere ansvarsfulde som informator for kronprins Frederik; samtidig fik han titel af professor, senere (1778) af etatsråd. Sporon havde adskillige egenskaber, der kvalificerede ham til dette hverv: grundige kundskaber i flere videnskaber, sædelig alvor og pligtfølelse; han tog sig heller ikke arbejdet let, og til brug ved undervisningen udarbejdede han både en verdenshistorie og en danmarkshistorie samt en lærebog i den kristelige religions hovedlærdomme, der 1779 blev trykt alene til kronprinsens brug og 1780 indførtes i skolerne. Sporon var dertil, ligesom Guldberg, bunddansk. Alligevel gjorde han ikke ganske fyldest; hans væsen havde, hvad selv hans venner måtte indrømme, noget frastødende ved sig, han var pedantisk i sit foredrag, hans tale var heller ikke altid, som den skulle være, og han formåede ikke at vinde prinsens fortrolighed eller hengivenhed. Men Guldbergs og hans partis tillid vandt han mere og mere, og da kronprinsen 4. april 1784 blev konfirmeret, havde de rådende sørget for Sporons fremtid på bedste måde, idet han blev udnævnt til kabinetssekretær hos prinsen såvel som til gehejmekabinetssekretær og chatolkasserer hos kongen med konferensråds titel.

## Amtmand
Da imidlertid prinsen 10 dage efter overraskede hoffet med selv at gribe regeringens tøjler, måtte Sporon naturligvis dele skæbne med den guldbergske regerings mænd; 15. april blev det ham meddelt, at da der herefter ingen ekspeditioner statsanliggender betræffende skulle finde sted fra kabinettet, så blev derved hans tjeneste ufornøden og han afskediget. Man tilbød ham et amtmandsembede, som han dog foreløbig ikke ønskede at modtage, hvorefter han med en pension af 2000 Rdl. trak sig tilbage til Koldinghus, som efter hans ønske var blevet ham anvist til bolig. Her levede han en årrække som privatmand, beskæftiget med studier, især sproglige (se nedenfor) og juridiske. For en mand med hans dannelse og omfattende interesser, der endog strakte sig til digtekunst og musik, kunne tiden ikke falde lang i et lykkeligt hjem, hvor også hans ugifte søstre havde fundet tilflugt. Efter at Hans de Hofman, som Sporon havde løfte på at succedere i Koldinghus Amt, var død, udnævntes han i december 1793 til amtmand. Med betydelig dygtighed, retfærdighed og utrættelig tålmodighed i sit forhold til almuen styrede han sit amt i lidt over 2 år til sin død, 23. marts 1796. Sporon var medlem af det norske Videnskabernes Selskab og en tid præsident i Landhusholdningsselskabet, i hvilket han holdt et par taler, der er trykt.

## Sprogvidenskabsmand
I dansk sprogvidenskab har Benjamin Georg Sporon sat sig et varigt mindesmærke i sin synonymik. Den udkom stykkevis, til dels i flere oplag, i tidsrummet 1775-92 under titlen: Enstydige danske Ords Bemærkelse, oplyst ved Betragtninger og Exempler. En ny udgave besørgedes af Ludvig Heiberg 1807. Sporons synonymik er et smukt og dygtigt førstehåndsværk, der vidner såvel om smag og takt som om flid og skarpsindighed. Navnlig vidner den dog om forfatterens sunde og ædruelige syn på sproget. Han overgås heri ikke af nogen. Ikke blot for at beskrive det danske sprog, men også for at gavne det udgav han sine forsøg. Han så i det fra fædrene nedarvede sprog en national Helligdom, der ved omhu og pleje skulle beriges og forskønnes og ved uforstand og forsømmelighed kunne forkvakles og lægges øde. Men han anså ikke alle sin samtids forsøg på forandringer for at være forbedringer. Forandringer, der bundede i vilkårlighed ("digtede Bemærkelser"), var ham imod, og nye påfund betragtede han som særheder. Som regel og rettesnor anerkendte han kun gammel hævd eller almindelig brug. "Talebrug er ikke nogle sære Menneskers Egensindighed, ej heller nogle spidsfindige Filosofers eller forvildede Poeters vovede Brug af Ord og Talemaader: den Brug er det, som Mængden gjør deraf, den Mængde, som Tingen, der skal betegnes, hører til." Sporons synonymik har udøvet en ikke ringe indflydelse, og den er den dag i dag forbavsende lidt forældet.
Han blev gift 3. juni 1778 i Helligåndskirken med Beate Albertine Koefoed (12. maj 1755 i København – 22. september 1843 i Korsør), datter af konferensråd Hans Hansen Koefoed.
Han er begravet i Seest Kirke.
Han er gengivet i en tegning af Thomas Bruun fra 1775. Miniature af Cornelius Høyer ca. 1778 formentlig forestillende Sporon. Portrætmaleri af Jens Juel fra 1783 (Frederiksborgmuseet, duplik(?) af Juel solgt 7. marts 2011 på Bruun Rasmussen Kunstauktioner som lot nr. 1014), efter dette tegning af J. Turretin og stik af G.L. Lahde 1807. Kisteplade og mindetavle i Seest Kirke.